# Dicyrtoma
Dicyrtoma es un género de Collembola en la familia Dicyrtomidae. Existen por lo menos 30 especies descriptas en Dicyrtoma.

## Especies
- Dicyrtoma atra (Linnaeus, 1758)
- Dicyrtoma aurata (Mills, 1934)
- Dicyrtoma bellingeri Snider, 1990
- Dicyrtoma beta Christiansen and Bellinger, 1981
- Dicyrtoma brevifibra Snider, 1990
- Dicyrtoma californica Christiansen and Bellinger, 1981
- Dicyrtoma delongi Christiansen and Bellinger, 1981
- Dicyrtoma dubia (Folsom, 1932)
- Dicyrtoma flammea Maynard, 1951
- Dicyrtoma fusca (Lubbock, 1873)
- Dicyrtoma fuscus (Lubbock, 1873)
- Dicyrtoma hageni (Folsom, 1896)
- Dicyrtoma hawaiiensis (Snider, 1990)
- Dicyrtoma kauaiensis (Snider, 1990)
- Dicyrtoma longidigita Snider, 1990
- Dicyrtoma maculosa (Schott, 1891)
- Dicyrtoma madestris Snider, 1990
- Dicyrtoma marmorata (Packard, 1873)
- Dicyrtoma microdentata Snider, 1990
- Dicyrtoma mithra Wray, 1949
- Dicyrtoma opalina (Folsom, 1896)
- Dicyrtoma palmata (Folsom, 1902)
- Dicyrtoma pineolae (Wray, 1946)
- Dicyrtoma quadrangularis Mills, 1934
- Dicyrtoma rossi (Wray, 1952)
- Dicyrtoma serrata (Snider, 1990)
- Dicyrtoma sylvestratilis Snider, 1990
- Dicyrtoma tesselata Snider, 1990
- Dicyrtoma texensis (Packard, 1873)
- Dicyrtoma vittata (Folsom, 1896)